# 佐々木哲之
佐々木哲之（ささき てつゆき、1954年～　）は、日本の建築家。工学博士（室蘭工業大学）。北海道出身
1976年北海学園大学工学部建築学科卒業。北海道内の建築施工会社、札幌市内の建築設計事務所計画室長を経て、1983年北海道産業専門学校建築学科専任講師。1985年同助教授。1987年道都総合専門学校建築学科助教授。1990年専門学校道都国際学園建築学科助教授。1992年専門学校道都国際学園建築学科廃止に伴い、北海道測量専門学校測量工学科助教授。1993年札幌理工学院専門学校測量工学科助教授。1995年道都大学短期大学部建設科専任講師。1996年同助教授。2002年道都大学短期大学部廃止に伴い、道都大学美術学部建築学科教授。2008年に室蘭工業大学にて論題「要介護高齢者のための住宅改修の事後評価に関する建築計画的研究」で工学博士受く。2017年星槎道都大学美術学部建築学科教授。2019年同定年退職。同特任教授。
この他に、星槎道都大学美術学部建築学科長などを歴任。
一級建築士取得。